# Карр, Юджин
Юджин Эйза Карр (англ. Eugene Asa Carr; 20 марта 1830 — 2 декабря 1910) — офицер армии США, бригадный генерал, участник Гражданской войны и Индейских войн.

## Ранние годы
Юджин Карр родился в городе Хамберг, штат Нью-Йорк. В 1850 году он окончил Военную академию США 19-м в классе из 44-х кадетов. Он был определён в кавалерию во временном звании второго лейтенанта и был направлен на Юго-запад, где участвовал в войне с апачами. 3 октября 1854 года он впервые принял участие в бою во время сражения с апачами при Сьерра-Диабло. 11 июня 1858 года ему было присвоено звание капитана. В 1861 году Карр был направлен служить на Индейскую Территорию в форт Уошита.

## Гражданская война
Во время Гражданской войны сражался на стороне северян. Его первым сражением стало сражение при Уилсонс-Крик 10 августа 1861 года. Через шесть дней ему было присвоено звание полковника 3-го иллинойсского кавалерийского полка и временное звание подполковника регулярной армии.
7 марта 1862 года он командовал полком в сражении при Пи-Ридж и был ранен в шею. В 1894 году он был награждён Медалью Почёта за свои действия при Пи-Ридж.
30 апреля 1862 года Карр был произведён в ранг бригадного генерала.

## Индейские войны
После окончания Гражданской войны принимал участие в сражениях с индейцами на Диком Западе. Особо отличился в битве на Саммит-Спрингс, где разбил шайеннских Воинов-Псов.
В 1893 году вышел в отставку. Юджин Карр скончался 2 декабря 1910 года в Вашингтоне и был похоронен на территории Национального кладбища Вест-Пойнт.